# アドルフォ・バレンシア
アドルフォ・バレンシア（adolfo valencia, 1968年2月6日 - ）は、コロンビアの元サッカー選手。元コロンビア代表。ポジションはフォワード。
その強いフィジカルとバイエルン・ミュンヘンやアトレティコ・マドリードと云った強豪を含む7つの国のクラブに所属した経験から「エル・トレン」（鍛錬の意）との愛称を持っている。また、FIFAワールドカップにも二回出場した。

## クラブ経歴
バジェ・デル・カウカ県のブエナベントゥーラで生まれ、インデペンディエンテ・サンタフェで選手となった。ここで鮮烈なパフォーマンスを見せた彼はドイツの強豪、バイエルン・ミュンヘンに移籍した。ドイツ・ブンデスリーガ1993-1994では3シーズンぶりにクラブはブンデスリーガを制した。その中で彼はメーメット・ショルと共にブンデスリーガで11得点し、クラブ得点王となった。
その後、スペインへ渡りアトレティコ・マドリードに加入。CDログロニェスとのプリメーラ・ディビシオンでの一戦で低調なパフォーマンスを見せたため、ヘスス・キルを怒らせ、「黒人には自刃してもらわねばならない」との発言を浴びせられた。
1995年に母国のインデペンディエンテ・サンタフェに復帰しアメリカ・デ・カリに移籍した。そして再びヨーロッパに向かい、レッジーナに所属した後、コロンビアに戻ってインデペンディエンテ・メデジンに移籍した。翌年にPAOKテッサロニキに移籍し、2000年にメトロスターズに加入、16得点を挙げた。
2001年にインデペンディエンテ・サンタフェに復帰、その後杭州緑城、UAマラカイボ、杭州緑城と移籍し引退した。

## 代表経歴
1992年7月31日にコロンビア代表として初出場、このアメリカ合衆国代表戦では代表初得点も決め、この試合唯一の得点者にもなった。
その後、1994 FIFAワールドカップ、1998 FIFAワールドカップに出場した。前者ではルーマニア代表、アメリカ合衆国代表からそれぞれ1得点を奪った。
彼はベルナルド・レディンのようにコロンビア代表のストライカーであった。1993年9月5日には1994 FIFAワールドカップ・南米予選のアルゼンチン代表戦では同国から得点を挙げた3人のうちの1人となった。

## 個人
息子のホセ・アドルフォ・バレンシアもサッカー選手である。

## 代表歴

### 出場大会
- コロンビア代表
  - 1994 FIFAワールドカップ
  - 1998 FIFAワールドカップ

### 試合数
- 国際Aマッチ 37試合 14得点（1992年-1998年）[6]

| コロンビア代表 | 国際Aマッチ | 国際Aマッチ |
| 年             | 出場        | 得点        |
| -------------- | ----------- | ----------- |
| 1992           | 2           | 1           |
| 1993           | 14          | 7           |
| 1994           | 5           | 3           |
| 1995           | 2           | 0           |
| 1996           | 6           | 3           |
| 1997           | 1           | 0           |
| 1998           | 7           | 0           |
| 通算           | 37          | 14          |

### 得点
出典
| #   | 日附          | 場所             | 会場                               | 対戦相手             | 得点 | 結果 | 大会                              |
| --- | ------------- | ---------------- | ---------------------------------- | -------------------- | ---- | ---- | --------------------------------- |
| 1.  | 1992年7月31日 | ロサンゼルス     | メモリアル・コロシアム             | アメリカ合衆国       | 1-0  | 1-0  | 1992フレンドシップカップ          |
| 2.  | 1993年3月31日 | メデジン         | アタナシオ・ヒラルド               | コスタリカ           | 1-0  | 4-1  | 親善試合                          |
| 3.  | 1993年3月31日 | メデジン         | アタナシオ・ヒラルド               | コスタリカ           | 4-1  | 4-1  | 親善試合                          |
| 4.  | 1993年5月8日  | マイアミ         | マイアミ・オレンジボウル           | アメリカ合衆国       | 1-1  | 2-1  | 親善試合                          |
| 5.  | 1993年6月16日 | マチャラ         | ヌエベ・デ・マジョ                 | メキシコ             | 1-0  | 2-1  | コパ・アメリカ1993                |
| 6.  | 1993年7月3日  | ポルトビエホ     | レアレス・タマリンドス             | エクアドル           | 1-0  | 1-0  | コパ・アメリカ1993                |
| 7.  | 1993年8月15日 | バランキージャ   | メトロポリターノ                   | アルゼンチン         | 2-0  | 2-1  | 1994 FIFAワールドカップ・南米予選 |
| 8.  | 1993年9月5日  | ブエノスアイレス | アントニオ・ベスプチオ・リベルティ | アルゼンチン         | 5-0  | 5-0  | 1994 FIFAワールドカップ・南米予選 |
| 9.  | 1994年6月3日  | フォックスボロ   | フォックスボロ・スタジアム         | 北アイルランド       | 2-0  | 2-0  | 親善試合                          |
| 10. | 1994年6月18日 | パサデナ         | ローズボウル                       | ルーマニア           | 1-2  | 1-3  | 1994 FIFAワールドカップ           |
| 11. | 1994年6月22日 | パサデナ         | ローズボウル                       | アメリカ合衆国       | 1-2  | 1-2  | 1994 FIFAワールドカップ           |
| 12. | 1996年3月21日 | ネイバ           | ギレルモ・プラサス・アルツィド     | トリニダード・トバゴ | 2-0  | 3-0  | 親善試合                          |
| 13. | 1996年3月28日 | メデジン         | アタナシオ・ヒラルド               | ボリビア             | 1-1  | 4-1  | 親善試合                          |
| 14. | 1996年3月28日 | メデジン         | アタナシオ・ヒラルド               | ボリビア             | 4-1  | 4-1  | 親善試合                          |

## タイトル

### クラブ
バイエルン・ミュンヘン
- ブンデスリーガ : 1993-94

アメリカ・デ・カリ
- プリメーラ・ディビシオン : 1997

UAマラカイボ
- プリメーラ・ディビシオン : 2003